# Comuna din Paris

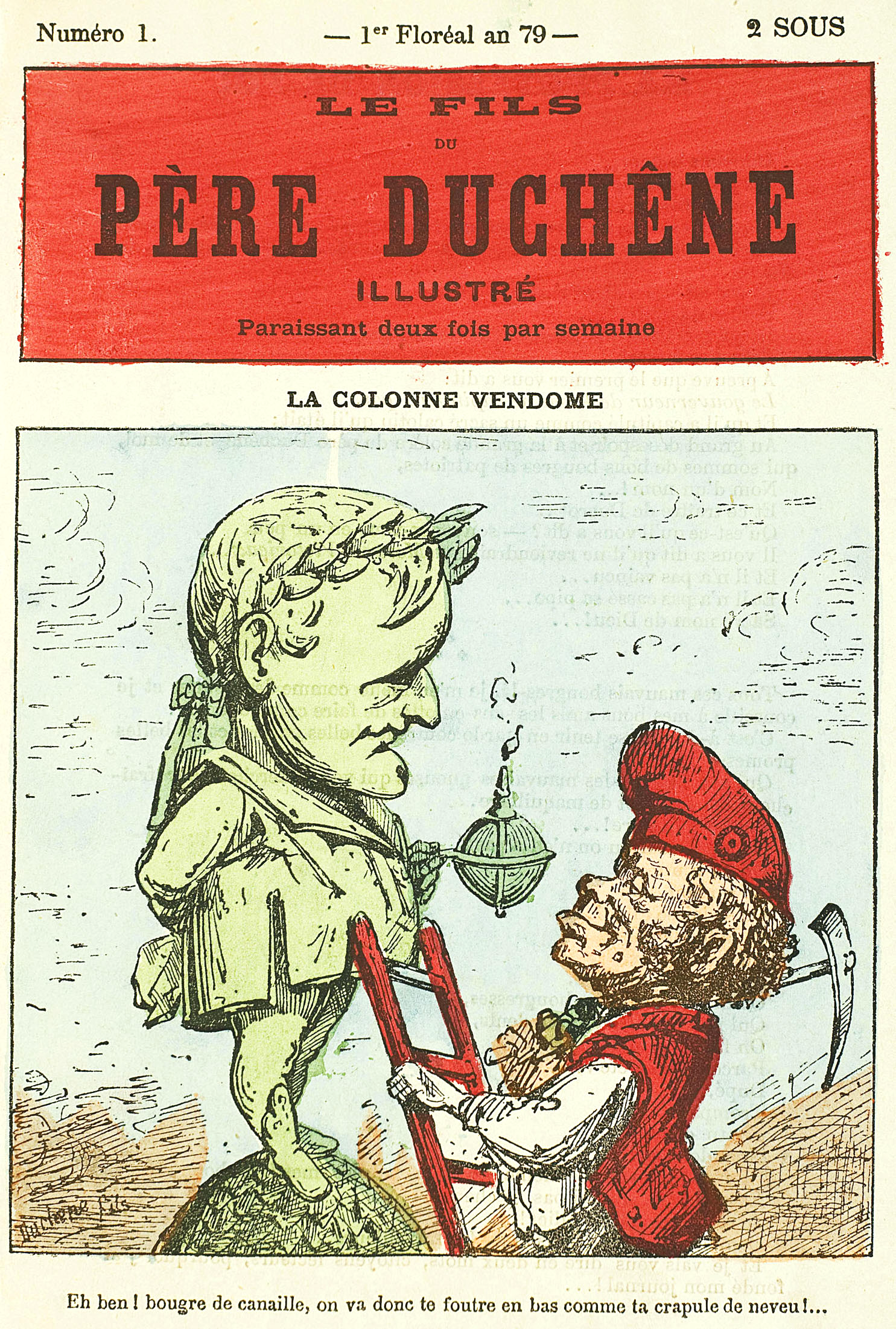
Le Père Duchesne privind statuia lui Napoleon I din vârful Coloana Vendôme: „Eh ben! Bougre de canaille, on va donc te foutre en bas comme ta crapule de neveu!… (Mda! Canalia naibii, o să te dăm jos așa cum l-am dat jos pe banditul de nepotu-tău!…”)

Comuna din Paris (în franceză La Commune de Paris, pronunțat API: /la kɔmyn də paʁi/) a fost un guvern care a condus Parisul începând cu 28 martie și până la 28 mai 1871. El a existat înaintea rupturii dintre anarhiști și marxiști, și ambele grupuri o consideră prima preluare a puterii de către clasa muncitoare în timpul Revoluției Industriale. Discuțiile privind politicile și urmările Comunei au contribuit la ruptura dintre cele două curente politice.
Comuna din Paris a acționat doar ca autoritate locală, exercitând puterea în Paris timp de două luni în primăvara lui 1871. Condițiile în care s-a format, decretele sale controversate și sfârșitul violent au făcut, însă, din ea unul dintre cele mai importante episoade politice ale vremii.

## Context

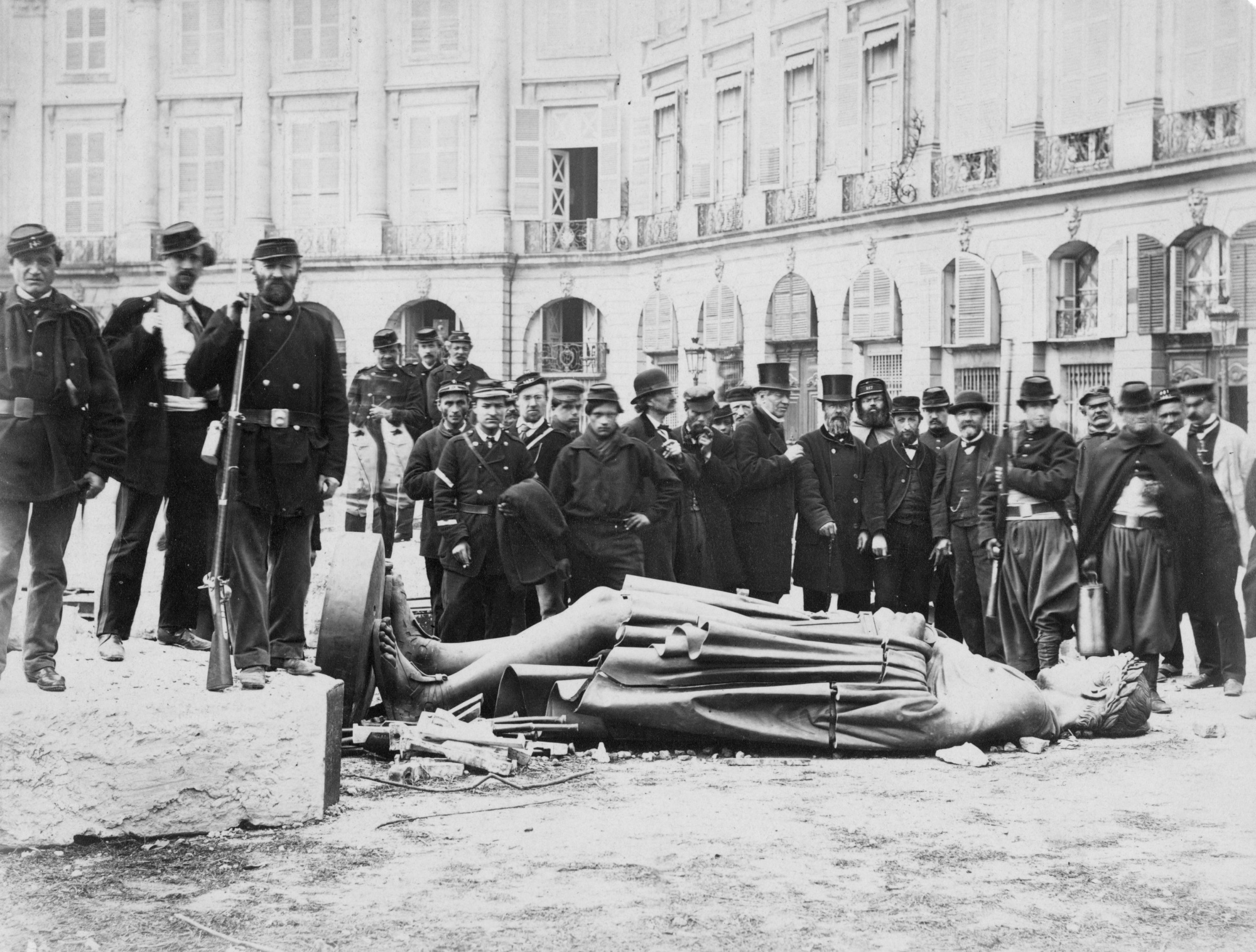
Distrugerea coloanei Vendôme în timpul Comunei din Paris (aceasta a fost una dintre fotografiile utilizate apoi pentru a identifica şi executa comunarzi)

Comuna a fost rezultatul unei revolte din Paris după înfrângerea Franței în războiul franco-prusac, revoltă declanșată în principal din cauza dezastrului suferit în război și din cauza crescândei nemulțumiri în rândul muncitorilor francezi. Aceasta se remarcă de la primele revolte muncitorești, revoltele canuților din Lyon și Paris din anii 1830 (canuții erau mătăsari lyonezi).

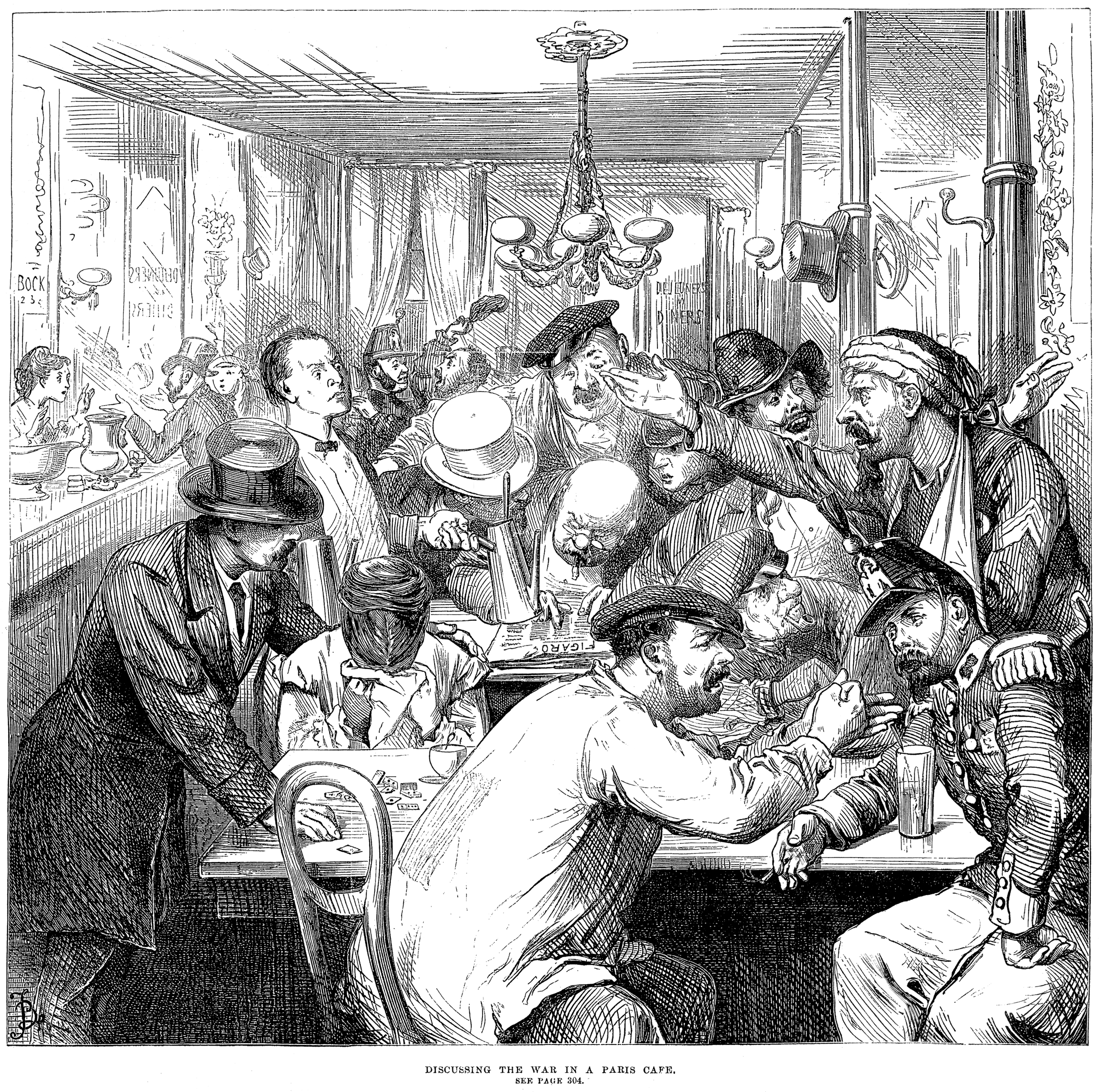
„Discuţii despre război într-o cafenea pariziană”, Illustrated London News 17 septembrie 1870

Parizienii, mai ales muncitorii și clasa de mijloc, susținuseră de mult timp ideea unei republici democratice. O cerință a lor era cea ca Parisul să aibă autonomie locală și propriul său consiliu local ales, un drept de care beneficiau orașele franceze mai mici, dar nu și Parisul, deoarece guvernul național se temea de nesupunerea populației capitalei. O altă dorință asociată, dar mai puțin articulată, era cea pentru un mod mai „drept” de gestionare a economiei, dorință rezumată în chemarea populară pentru „la république démocratique et sociale!” („republica democratică și socială”)
Războiul cu Prusia, inițiat de Napoleon al III-lea în iulie 1870, a devenit un dezastru pentru Franța, iar în septembrie deja Parisul era asediat. Prăpastia dintre bogați și săraci în capitală se lărgise în anii precedenți, după care penuriile de hrană, eșecurile militare și în final, bombardarea orașului de către prusaci au contribuit la nemulțumirea generală.
În ianuarie 1871, după patru luni de asediu, guvernul republican moderat de apărare națională a cerut armistițiu cu nou-proclamatul Imperiu German. Germanii au cerut o intrare triumfală în Paris. În pofida greutăților asediului, mulți parizieni erau categoric împotrivă ca prusacilor (acum în fruntea Imperiului German) să li se permită fie și o ocupare ceremonială a orașului lor.
Sute de mii de parizieni erau membri a unei miliții înarmate, denumită „Garda Națională”, care fusese lărgită pentru a ajuta la apărarea orașului. Unitățile Gărzii își alegeau ofițerii printre care, în cartierele muncitorești, se numărau lideri radicali și socialiști.

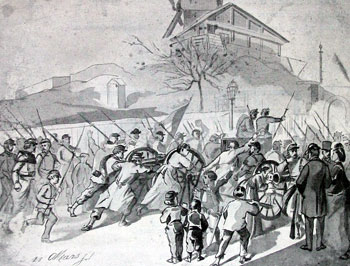
Schiţă contemporană cu femei şi copii ducând două tunuri ale Gărzii Naţionale în Montmartre

S-au luat măsuri de înființare a unui „Comitet Central” al Gărzii, cu republicani și socialiști, atât pentru a apăra Parisul de un posibil atac german, dar și pentru a apăra republica împotriva unei restaurații regaliste. Alegerea unei majorități monarhiste în noua Adunare Națională în februarie 1871 a făcut ca aceste temeri să pară plauzibile.
Populația Parisului s-a pregătit de luptă în cazul în care intrarea în oraș a armatei germane va fi o provocare suficientă. Înainte ca trupele germane să intre în Paris, Gărzile Naționale, ajutate de muncitori, au reușit să mute numeroase tunuri (pe care le considerau proprietatea lor deoarece fuseseră parțial finanțate prin subscripție publică) din calea germanilor și să le mute în cartiere mai „sigure”. Unul dintre principalele astfel de „parcuri de tunuri” a fost dealul Montmartre.
În acest timp a fost distrus, printre alte clădiri și Palatul Tuileries de răsculați.
Adolphe Thiers, șeful noului guvern național provizoriu, a realizat că în situația instabilă de la acea vreme, Comitetul Central al Gărzii reprezenta un centru alternativ de putere politică și militară. El era îngrijorat că muncitorii se vor înarma cu ajutorul armelor Gărzii Naționale și că îi vor provoca pe germani.

## Începutul și natura
Germanii au intrat în Paris la scurt timp și au plecat curând fără vreun incident, dar Parisul a continuat să fie într-o stare de mare agitație politică. Proaspăt aleasa Adunare Națională tocmai se muta de la Bordeaux la Versailles (la câțiva kilometri sud-vest de Paris), după ce s-a hotărât că în capitală este prea multă agitație. Absența lor a creat un vid de putere în Paris precum și suspiciuni privind intențiile Adunării Naționale, dominată de o majoritate monarhistă.
Întrucât Comitetul Central al Gărzii Naționale a adoptat o atitudine din ce în ce mai radicală și a câștigat autoritate, guvernul a considerat că nu-i poate permite la nesfârșit să aibă patru sute de tunuri la dispoziție. Deci, ca prim pas, la 18 martie 1871, Thiers a ordonat trupelor regulate să confiște tunurile depozitate în Butte Montmartre și în alte locuri din oraș. Soldații, cu moralul scăzut, în schimb, au fraternizat cu Gărzile Naționale și cu localnicii. Generalul de la Montmartre, Claude Martin Lecomte, despre care s-a spus apoi că le-a ordonat să tragă în mulțimea de civili și membri ai Gărzilor Naționale, a fost tras de pe cal și împușcat împreună cu generalul Thomas, un veteran republican care fusese comandant al Gărzii Naționale, arestat și el în apropiere.

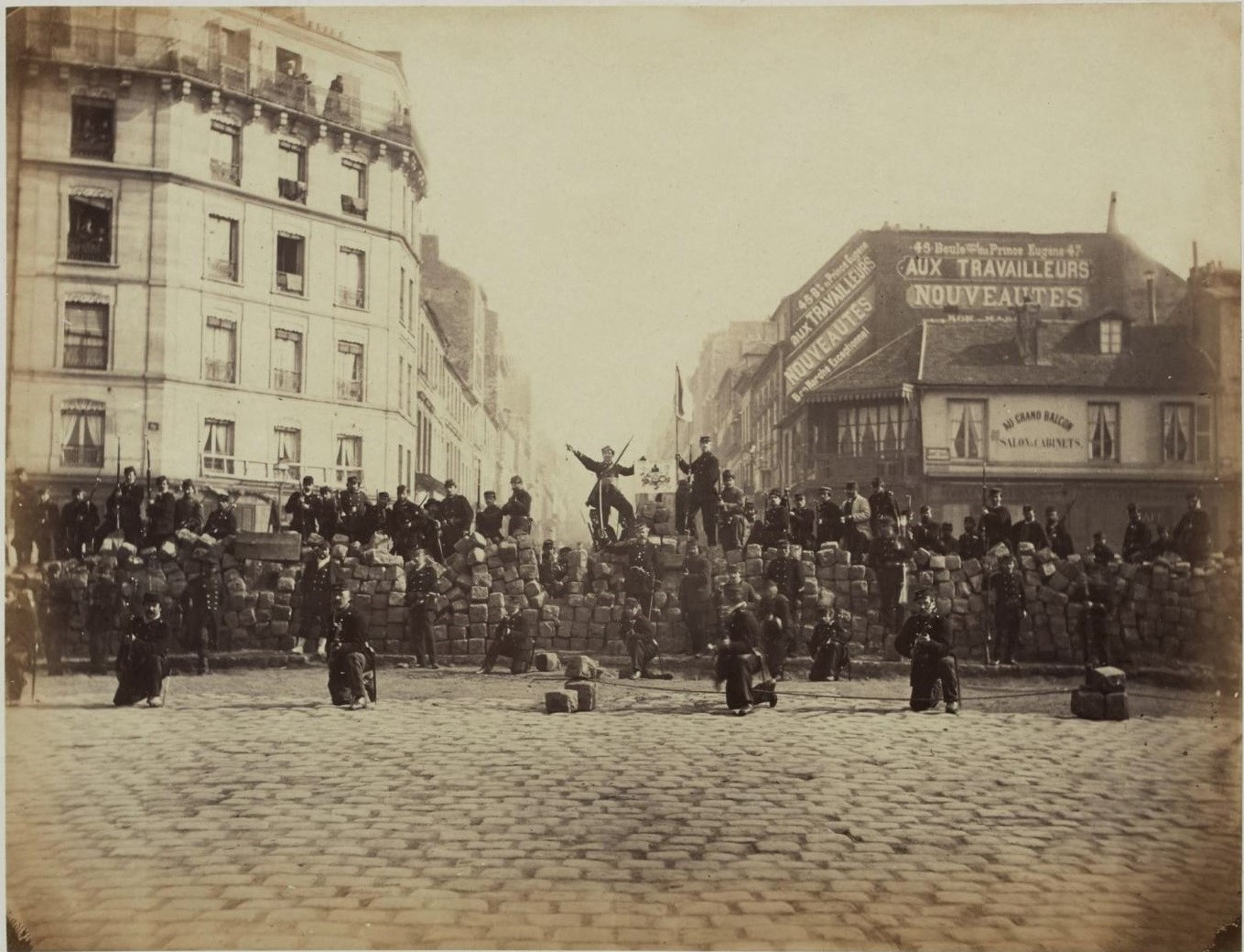
Baricadă, 18 martie 1871.

Alte unități militare s-au alăturat rebeliunii care s-a împrăștiat atât de repede încât șeful guvernului, Thiers, a ordonat evacuarea imediată a Parisului de toate forțele regulate, poliție, administrație și orice fel de specialiști. El a plecat în fruntea lor la Versailles. Thiers a susținut că s-a gândit la această strategie (retragerea din Paris pentru a înăbuși insurecția) cu ceva timp înainte în timp ce medita la exemplul revoluției din 1848. Nu există, însă, vreo dovadă că guvernul se aștepta la această criză în momentul în care ea s-a declanșat. Comitetul Central al Gărzii Naționale a devenit singurul guvern care își exercita puterea în Paris: a organizat alegeri pentru Comună, ce urmau să se țină la 26 martie.
Printre cei 92 de membri ai „Consiliului Comunal” se numărau mulți muncitori calificați și profesioniști (medici sau jurnaliști). Mulți dintre ei erau activiști politici, de la republicani reformiști, mai multe tipuri de socialiști, până la iacobini nostalgici ai revoluției din 1789.

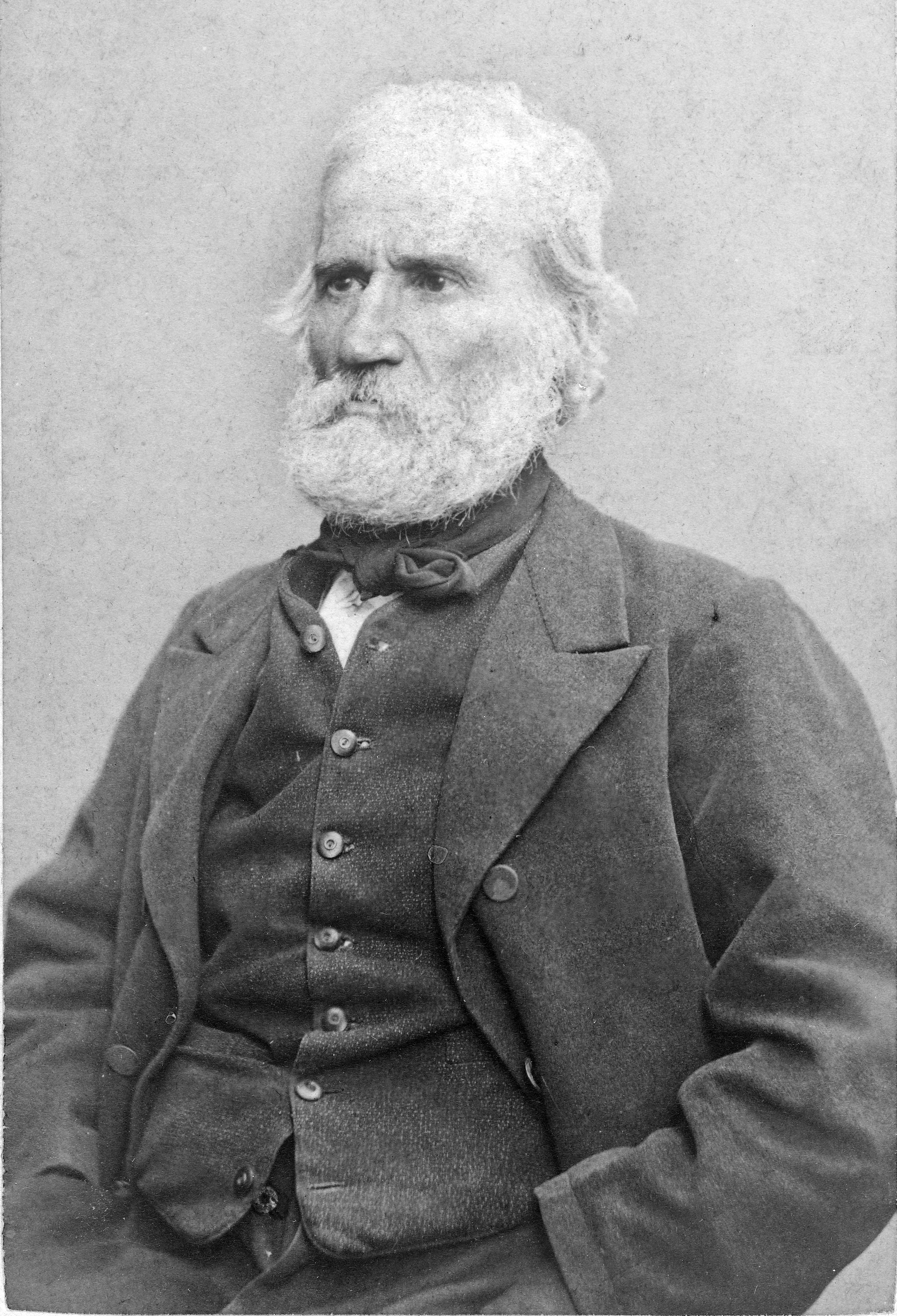
Louis Auguste Blanqui

Liderul veteran al grupului de revoluționari socialiști blanquiști, Louis Auguste Blanqui, era, în speranța susținătorilor săi, un potențial lider revoluționar, dar el a fost arestat la 17 martie și a fost închis pe toată durata existenței Comunei. Comuna a încercat fără succes să-l schimbe cu Mgr Darboy, arhiepiscopul Parisului, apoi cu cei 74 de ostatici pe care îi deținea, dar Thiers a refuzat. Comuna din Paris a fost proclamată la 28 martie deși unele districte locale încă păstrau organizarea de pe timpul asediului.

### Măsuri sociale
Comuna a readoptat calendarul republican și a utilizat drapelul roșu socialist în locul tricolorului republican. În 1848, în timpul celei de a Doua Republici, radicalii și socialiștii adoptaseră și ei drapelul roșu pentru a se delimita de republicanii moderați; similar cu adoptarea distincției simbolice adoptate de mișcarea girondină moderat-liberală în timpul revoluției din 1789.
În ciuda diferendelor interne, Consiliul a început în forță, organizând serviciile publice esențiale pentru un oraș de două milioane de locuitori. A ajuns la un consens și privind anumite politici ce tindeau către o democrație socială progresistă, seculară, cu un caracter puternic democratic, nu spre o revoluție socială. Deoarece Comuna a rezistat în total doar șaizeci de zile, doar câteva decrete au fost chiar aplicate. Printre acestea se numărau:
- separarea bisericii de stat;
- abolirea muncii pe timp de noapte în sutele de brutării din Paris;
- acordarea de pensii concubinelor necăsătorite și copiilor membrilor Gărzii Naționale uciși la datorie;
- libera returnare de către casele de amanet a uneltelor muncitorilor și a obiectelor casnice în valoare de până la 20 de franci, luate în timpul asediului;
- amânarea datoriilor comerciale și abolirea dobânzii;
- dreptul angajaților de a prelua și de a conduce o întreprindere în cazul în care este abandonată de proprietar; Comuna a recunoscut totuși, dreptul la compensație proprietarului anterior.

Decretele au separat biserica de stat, au naționalizat proprietățile bisericești și au eliminat practica religiei în școli. După căderea Comunei, separația bisericii de stat, denumită laïcité, a reintrat în legislația franceză abia în 1880-81 în timpul celei de a Treia Republici odată cu adoptarea legilor Jules Ferry și a legii separației dintre biserică și stat din 1905. Bisericile au primit dreptul de a-și continua activitatea religioasă doar cu condiția de a ține ușile deschise seara pentru întruniri publice. Împreună cu străzile și cafenelele, bisericile au devenit centre ale dezbaterilor și activităților politice.

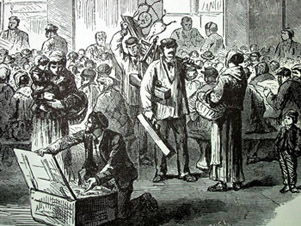
Comuna returnează muncitorilor uneltele amanetate în timpul asediului.

### Inițiative feministe
Unele femei au organizat o mișcare feministă, pe baza mișcărilor anterioare din 1789 și 1848. Astfel, Nathalie Lemel, o legătoare de cărți socialistă, și Élisabeth Dmitrieff, o tânără rusoaică exilată, membră a secțiunii ruse a Primei Internaționale, au înființat Union des femmes pour la défense de Paris et les soins aux blessés („Uniunea Femeilor pentru Apărarea Parisului și Îngrijirea Răniților”) la 11 aprilie 1871. Scriitoarea feministă André Léo, prietenă cu Paule Minck, a fost și ea activă în Uniunea Femeilor. Crezând că lupta lor împotriva patriarhatului poate fi efectuată doar printr-o luptă globală împotriva capitalismului, asociația a cerut egalitatea între sexe, salarii egale pentru femei, dreptul de divorț pentru femei, dreptul la educație laică și profesională pentru fete. Au cerut și suprimarea distincției între femeile măritate și concubine, precum și între copiii legitimi și cei nelegitimi. Ei au susținut abolirea prostituției (obținând închiderea caselor de toleranță, bordeluri legale). Uniunea Femeilor a participat și la mai multe comisii municipale și a organizat ateliere cooperative.  Împreună cu Eugène Varlin, Nathalie Le Mel a înființat restaurantul cooperatist La Marmite, și apoi a luptat pe baricade în timpul Săptămânii Însângerate.
Paule Minck a deschis o școală gratuită în biserica Saint Pierre de Montmartre și Club Saint-Sulpice. Rusoaica, Anne Jaclard, care a refuzat să se căsătorească cu Dostoievski devenind în final soția activistului blanquist Victor Jaclard, a înființat ziarul La Sociale împreună cu André Léo. Și ea a fost membră a Comité de vigilance de Montmartre, împreună cu Louise Michel și Paule Minck, precum și cu secțiunea rusă a Primei Internaționale. Victorine Brocher, apropiată de activiștii Internaționalei, fondatoare a unei brutării cooperatiste în 1867, a luptat și ea în timpul Comunei și al Săptămânii Însângerate.
Figuri celebre, ca Louise Michel, „Fecioara Roșie din Montmartre”, care s-au alăturat Gărzii Naționale și care avea să fie trimisă apoi în Noua Caledonie, au simbolizat participarea activă a unui mic număr de femei la insurecție. Un batalion de femei al Gărzii Naționale a apărat Place Blanche în timpul represiunii.

### Organizații locale
Liderii Comunei au avut în permanență de lucru. Membrii Consiliului (care nu erau „reprezentanți” ci delegați, supuși teoretic rechemării imediate de către alegătorii lor) trebuia să efectueze numeroase funcțiuni executive, militare și legislative. Numeroasele organizații ad hoc înființate pe timpul asediului la nivel de cartier pentru a rezolva problemele sociale (de exemplu, cantine și puncte de prim ajutor) au continuat să funcționeze în timpul Comunei.

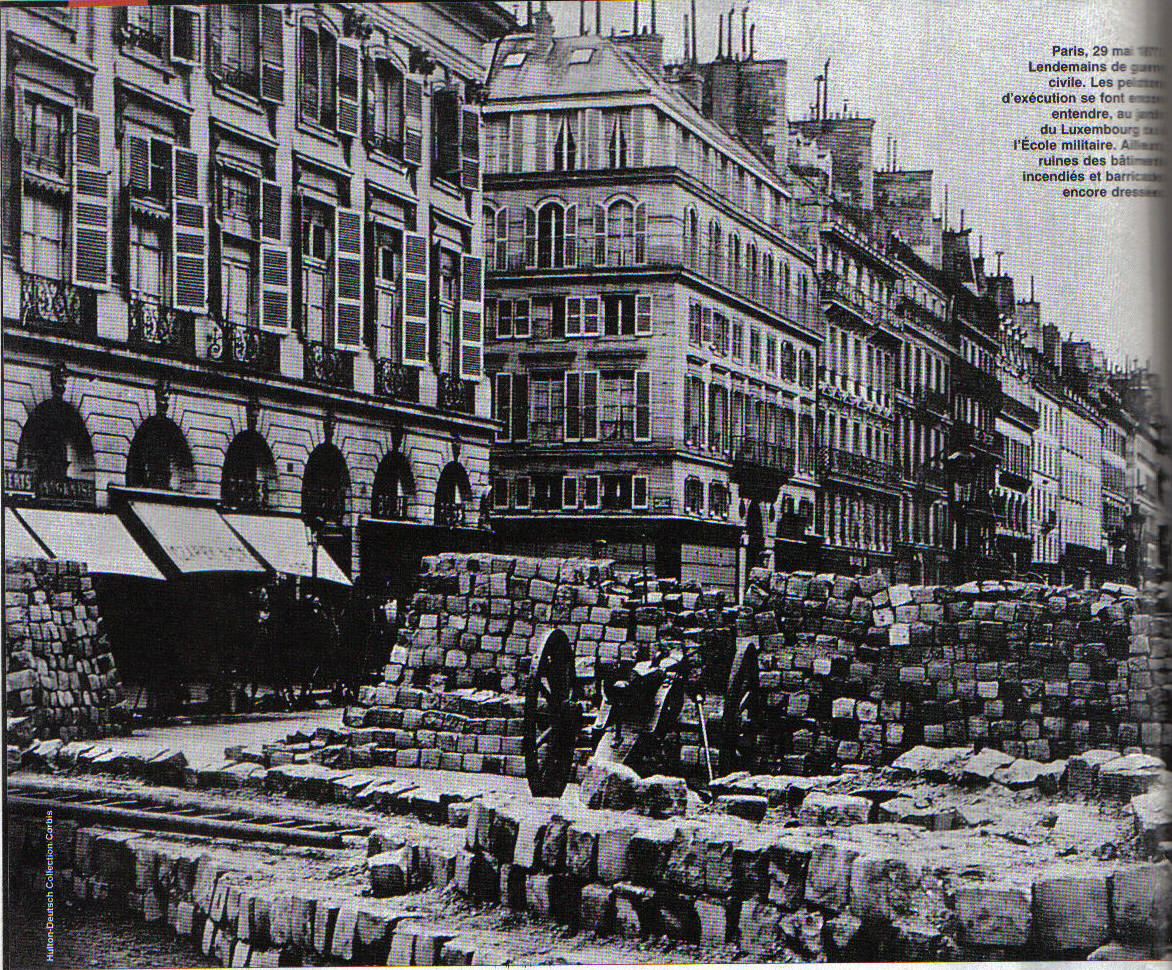
Paris, 29 mai 1871

În același timp, aceste adunări locale aveau propriile lor scopuri, de regulă sub îndrumarea muncitorilor locali. În pofida reformismului Consiliului Comunei, compoziția Comunei ca întreg era mult mai revoluționară. Printre facțiunile revoluționare se numărau proudhoniștii (precursori ai anarhismului), membri ai grupărilor socialiste internaționale, blanquiști și republicani mai libertarieni. De atunci, Comuna din Paris este sărbătorită de anarhiști și de marxiști, din cauza varietății de subcurente ale ei, marelui grad de control al muncitorilor, și a remarcabilei cooperări între diferiți revoluționari.
De exemplu, în IIIe arrondissement, materiale școlare au fost oferite gratuit, trei școli parohiale au fost laicizate și s-a înființat un orfelinat. În XXe arrondissement, școlarilor li s-a dat îmbrăcăminte și hrană. Au fost multe exemple similare, dar un ingredient vital pentru relativul succes al Comunei, în acest moment, a fost inițiativa numeroșilor muncitori care au reușit să-și asume responsabilitățile administratorilor și specialiștilor înlăturați de Thiers.
După doar o săptămână, Comuna a fost atacată de elemente ale armatei (inclusiv foști prizonieri de război eliberați de germani), fiind întărită în ritm rapid la Versailles.

## Asaltul
Garda Națională a început ciocnirile cu armata regulată de la Versailles la 2 aprilie. Niciuna din părți nu încerca să declanșeze un mare război civil, dar niciuna nu era dispusă să negocieze.

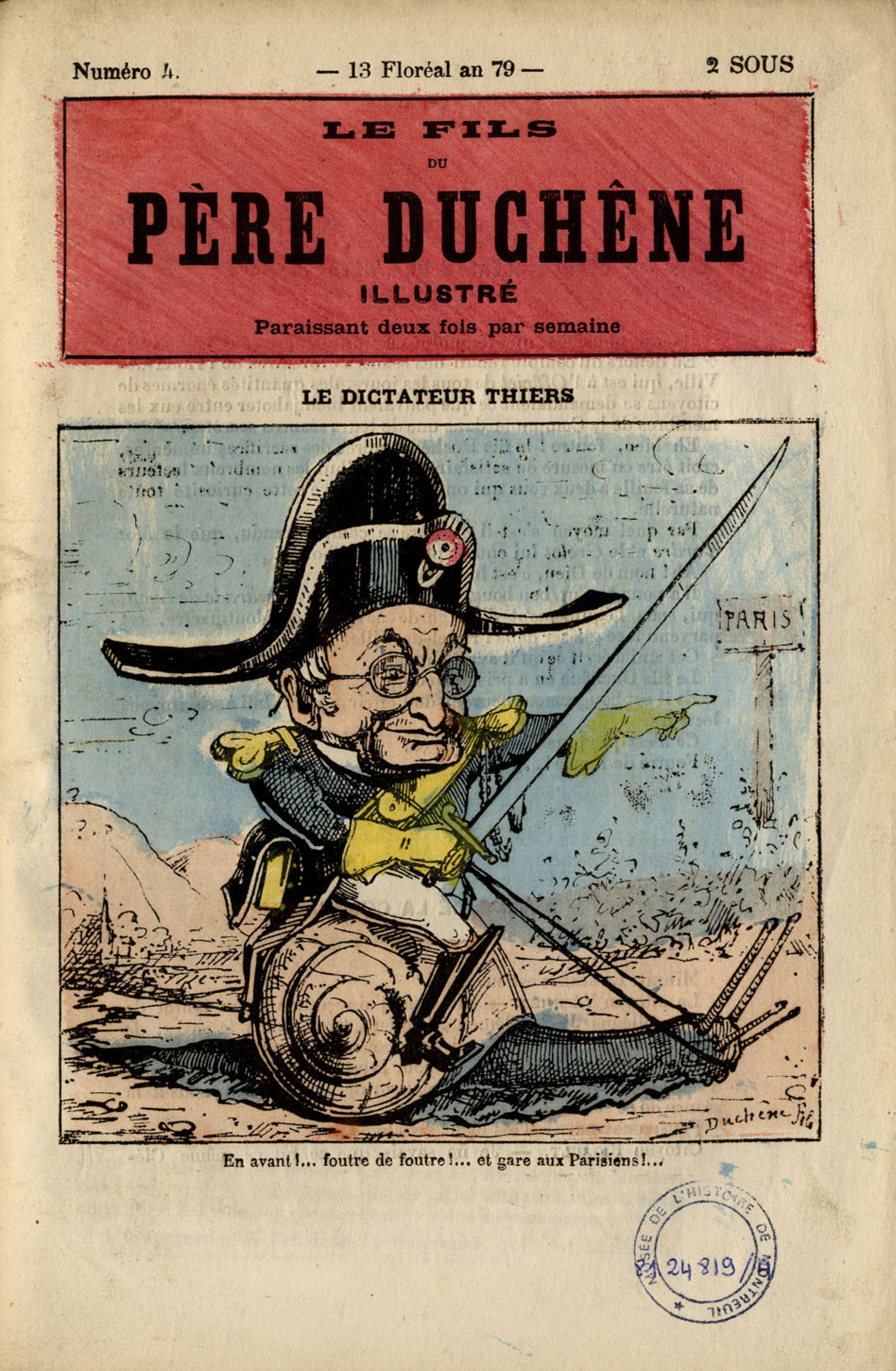
Adolphe Thiers atacând comunarzii, în revista Le fils du Père Duchênes illustré

Suburbia Courbevoie a fost ocupată de forțele guvernului la 2 aprilie, și o tentativă întârziată a forțelor Comunei de a mărșălui asupra Versailles-ului la 3 aprilie a eșuat. Apărarea și supraviețuirea au devenit esențiale, iar conducerea Comunei a depus un efort hotărât de a transforma Garda Națională într-o forță defensivă eficientă.
Comunitatea de refugiați politici și exilați din Paris a oferit și ea ajutor: unul din ei, fostul ofițer și naționalist polonez Jarosław Dąbrowski, avea să fie cel mai bun general al Comunei. Consiliul era un mare promotor al internaționalismului și, în numele frăției, coloana Vendôme, ridicată în cinstea victoriilor lui Napoleon I, și considerată de Comună un monument al șovinismului și bonapartismului, a fost dărâmată.
În străinătate, au existat mitinguri și mesaje de susținere din partea sindicatelor și organizațiilor socialiste, inclusiv din Germania. Orice speranță de ajutor serios din partea altor orașe franceze a fost, însă, în curând, îndepărtată. Thiers și miniștrii săi de la Versailles au reușit să împiedice aproape orice fel de informație să iasă din Paris; în Franța provincială și rurală a existat mereu o atitudine sceptică față de activitățile din metropolă. Mișcările din Narbonne, Limoges și Marseille au fost înăbușite rapid.
Pe măsură ce situația se deteriora, o parte a Consiliului a votat (în ciuda opoziției legătorului de cărți Eugène Varlin, ascociat al lui Mihail Bakunin și corespondent al lui Karl Marx, precum și a altor radicali) înființarea unui „Comitet de Siguranță Publică”,  după modelul organismului iacobin cu același nume, înființat în 1792. Puterile sale erau teoretic largi, dar în practică a fost ineficient.

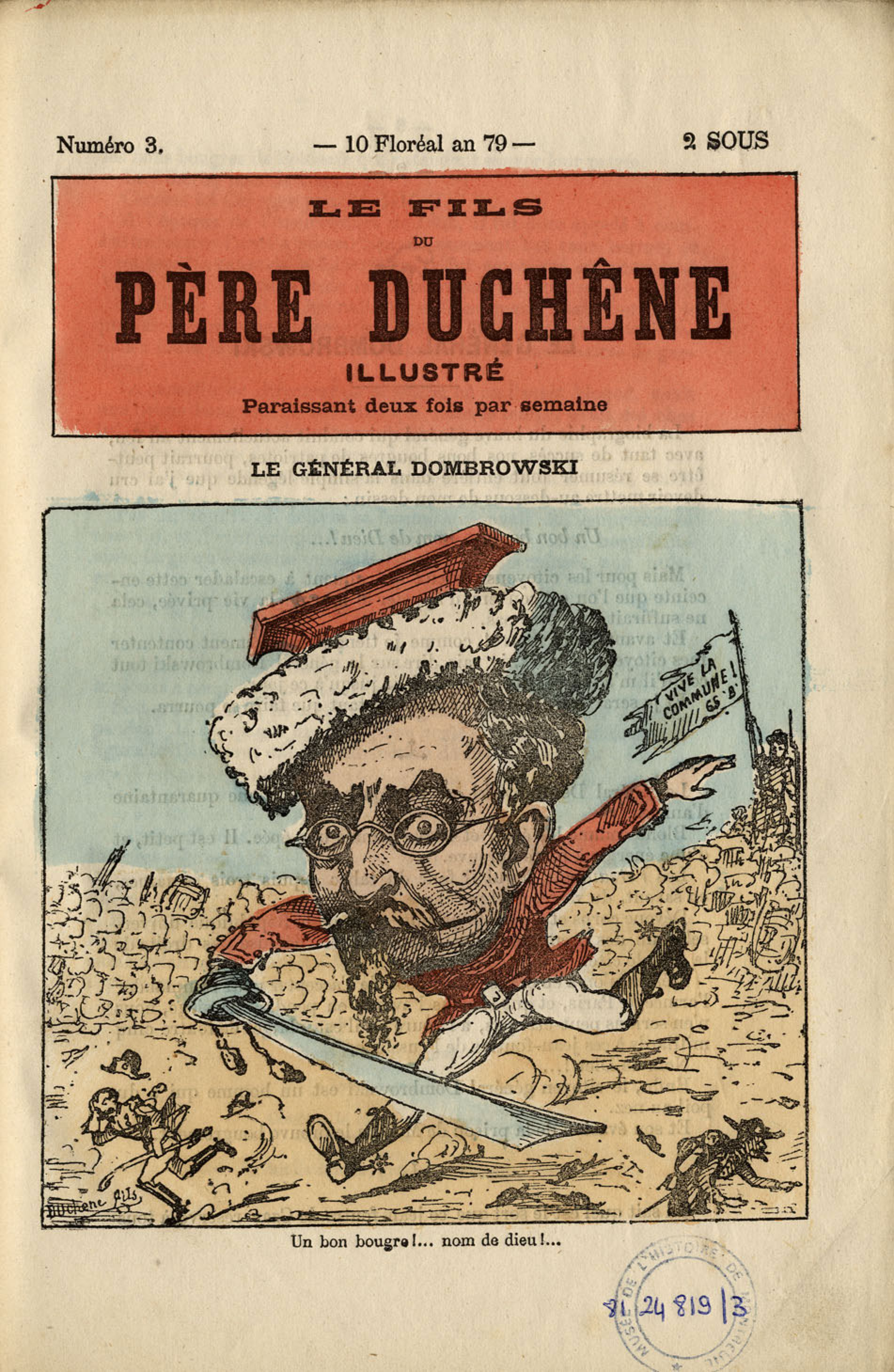
Jarosław Dabrowski caricaturizat în Le Père Duchesne Illustré - Un bon bougre!... Nom de Dieu!...

În lunile aprilie și mai, forțele guvernamentale, din ce în ce mai numeroase - Prusia eliberând prizonierii francezi pentru a susține guvernul Thiers - au asediat orașul, împingând Gărzile Naționale înapoi. La 21 mai, o poartă din vestul zidului Parisului s-a deschis, iar trupele versailleze au început recucerirea orașului. Ele au ocupat la început districtele vestice, mai prospere, unde au fost binevenite pentru locuitorii care nu părăsiseră Parisul după armistițiu. Se pare că un spion al guvernului Thiers a găsit poarta neocupată și a dat semnal versaillezilor.
Puternicele loialități locale care fuseseră o trăsătură pozitivă a Comunei au devenit acum un dezavantaj: în locul unei ofensive de ansamblu, fiecare cartier s-a luptat cu disperare pentru supraviețuirea sa, ele fiind învinse pe rând. Rețelele de străzi înguste care făcuseră orașul impenetrabil în timpul revoluțiilor pariziene fuseseră acum înlocuite de bulevarde largi în timpul renovării lui Haussmann. Versaillezii s-au bucurat de o comandă centralizată și de superioritate numerică. Ei știau acum tactici de lupte de stradă, și au trecut rapid prin zidurile de case, înconjurând baricadele comunarzilor. Doar acolo unde Haussmann lăsase spații și străzi largi, ei au putut fi întârziați de focul apărătorilor.
În timpul asaltului, trupele guvernamentale au fost responsabile de uciderea Gărzilor Naționale și a civililor: numeroși prizonieri prinși cu arme în posesie, sau care fuseseră bănuiți că au luptat, au fost împușcați pe loc.
Comuna adoptase un „decret privind ostaticii” la 5 aprilie 1871, conform căruia orice complice al Versailles-ului va deveni „ostatic al poporului parizian”. La articolul 5 se stipula că execuția de către Versailles a oricărui prizonier de război sau partizan al guvernului Comunei din Paris va fi urmată pe loc de execuția unui număr triplu de ostatici. Acest decret nu a fost, însă, aplicat. Comuna a încercat de mai multe ori să-l schimbe pe Mgr Darboy, arhiepiscopul Parisului, cu Auguste Blanqui, dar Thiers a refuzat, iar secretarul său personal, Jules Barthélemy-Saint-Hilaire, a declarat: „Ostaticii! Ostaticii! păcat de ei (tant pis pour eux!)”.
În cele din urmă, în timpul Săptămânii Însângerate și a execuțiilor efectuate de trupele de la Versailles, Théophile Ferré a semnat ordinul de execuție pentru 6 ostatici (inclusiv Mgr Darboy), care au fost împușcați la 24 mai în închisoarea la Roquette. Auguste Vermorel a declarat ironic: „Ce treabă bună! Acum am pierdut singura noastră șansă de a opri vărsarea de sânge.” Ferré a fost și el apoi executat de soldații lui Thiers.

## La Semaine Sanglante

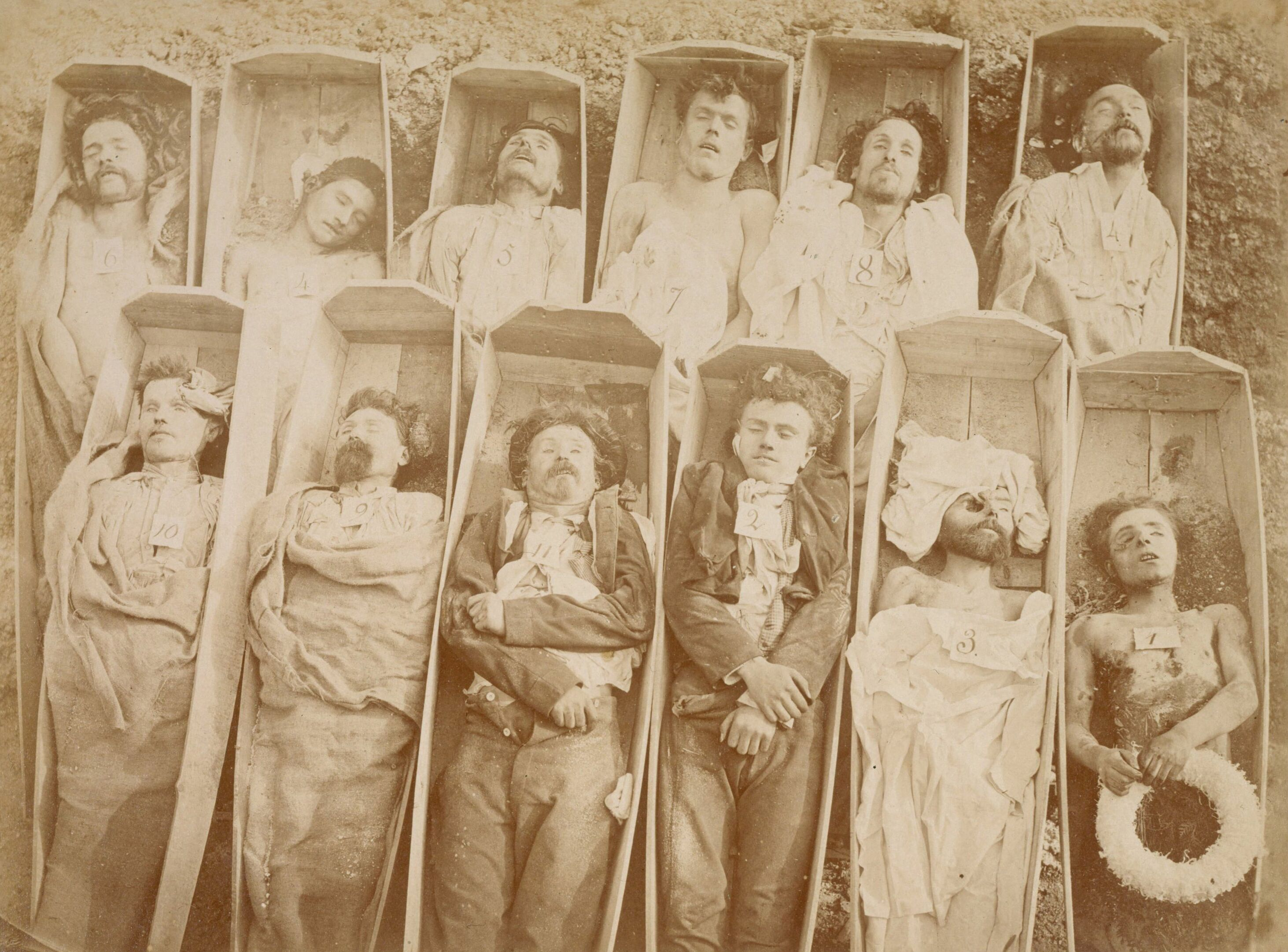
Comunarzi ucişi în 1871.

Cea mai dură rezistență a venit din cartierele muncitorești din estul orașului, unde luptele au continuat în etapele următoare ale săptămânii de lupte de stradă denumită La Semaine Sanglante („Săptămâna Însângerată”). Până la 27 mai mai rămăseseră doar câteva grupuri de rezistență, în cartierele sărace din estul Parisului, Belleville și Ménilmontant.  Luptele au luat sfârșit în după-amiaza și seara zilei de 28 mai. Conform unor legende, ultima baricadă a fost în rue Ramponeau din Belleville.
Mareșalul MacMahon a emis o proclamație: „Locuitorilor Parisului. Armata franceză a venit să vă salveze. Parisul a fost eliberat! La ora 4 soldații noștri au cucerit ultima poziție insurgentă. Astăzi, luptele au luat sfârșit. Ordinea, munca și siguranța vor renaște.”
Represaliile au început cu toată forța. Susținerea în orice fel a Comunei a devenit o crimă politică, de care mii de oameni puteau fi, și au și fost, acuzați. Unii dintre comunarzi au fost împușcați în locul denumit astăzi „zidul comunarzilor” din cimitirul Père Lachaise în timp ce alte mii de oameni au fost judecați de curți marțiale, mulți fiind împușcați. Printre locurile unor masacre celebre se numără Grădinile Luxembourg și cazarma Lobau, din spatele Hôtel de Ville. Aproape 40.000 de oameni au fost duși cu forța la Versailles pentru judecată. Multe zile, coloane nesfârșite de bărbați, femei și copii au fost mânate la închisorile temporare de la Versailles. Ulterior, 12.500 de oameni au fost judecați, dintre care circa 10.000 au fost găsiți vinovați: 23 de oameni au fost executați; mulți au fost condamnați la închisoare; 4.000 au fost deportați pe viață în Noua Caledonie. Numărul celor uciși în La Semaine Sanglante nu poate fi stabilit cu siguranță, fiind estimat la circa 10.000–50.000. Conform lui Benedict Anderson, „7.500 au fost închiși sau deportați” și „cam 20.000 executați”.
Unul dintre generalii care au condus contraatacul ce l-a avut în frunte pe Thiers a fost marchizul de Galliffet, fusilleur de la Commune care apoi a fost ministru de război în Guvernul de Apărare Republicană al lui Waldeck-Rousseau la începutul secolului al XX-lea (împreună cu socialistul independent Alexandre Millerand).
Conform lui Alfred Cobban, 30.000 de oameni au murit, poate chiar 50.000 au fost executați sau închiși și 7.000 au fost exilați în Noua Caledonie. Mii de alți oameni - printre care liderii Comunei - au reușit să fugă în Belgia, Regatul Unit (unde au ajuns 3.000-4.000 de refugiați), Italia, Spania și Statele Unite. Ultimii exilați au fost amnistiați în 1880. Unii au avut roluri importante în viața politică ulterioară, fiind consilieri locali ai Parisului, deputați sau senatori.
În 1872, s-au adoptat legi dure care au împiedicat stânga să se organizeze. Pentru cei închiși, a fost o amnistie generală în 1880, cu excepția celor condamnați pentru omor sau incendiere. Parisul a rămas sub lege marțială timp de cinci ani.